# Обыкновенный валёк
(Обыкновенный) валёк, или конёк (лат. Prosopium cylindraceum) — речная рыба семейства лососёвых. Тело валька округлое, в поперечном сечении вальковатое, за что он и получил своё название. Половой зрелости валёк достигает в возрасте 4—6 лет при длине 28—34 см и массе 250—350 г. Валёк достигает 42 см в длину. У молоди на боках и спине отчётливые тёмные пятна. Обитает в реках Сибири, от правых притоков Енисея до Колымы. Некогда обширный ареал валька на юге Сибири заметно сократился.
Американский валёк (P. cylindraceus quadrilateralis), отличающийся меньшим числом чешуи в боковой линии и жаберных тычинок, обитает и в России, в реках, впадающих в Охотское (Пенжина, Кухтуй, Охота) и Берингово моря (Анадырь, реки Корякского нагорья). Американский валёк широко распространён на американском континенте.